# Haydar Abu Bakr al-Attas
Ḥaydar Abū Bakr al-ʿAṭṭās (in arabo حيدر أبو بكر العطاس‎?; Hurayḍa, 5 aprile 1939) è un politico yemenita,  Primo ministro dello Yemen dopo la riunificazione tra lo Yemen del Sud e lo Yemen del Nord dal 1990 al 1994.

## Biografia
al-ʿAṭṭās è stato un membro del Partito Socialista Yemenita. Prima della riunificazione dello Yemen, ha servito come Primo ministro (1985-1986) e presidente del presidium del Consiglio popolare supremo (1986-1990) della Repubblica Democratica Popolare dello Yemen (Yemen del Sud).
Quando Aden  decretò la secessione dello Yemen del Sud nel maggio 1994, servì come Primo ministro della secessionista Repubblica Democratica dello Yemen fino alla fine della ribellione meno di due mesi dopo.